# Forsterina
Forsterina es un género de arañas araneomorfas de la familia Desidae. Se encuentra en  Nueva Caledonia y Australia.

## Lista de especies
Según The World Spider Catalog 12.0:
- Forsterina alticola (Berland, 1924)
- Forsterina annulipes (L. Koch, 1872)
- Forsterina armigera (Simon, 1908)
- Forsterina cryphoeciformis (Simon, 1908)
- Forsterina koghiana Gray, 1992
- Forsterina segestrina (L. Koch, 1872)
- Forsterina velifera (Simon, 1908)
- Forsterina virgosa (Simon, 1908)
- Forsterina vultuosa (Simon, 1908)